# Вале-де-Кавалуш
Вале-де-Кавалуш (порт. Vale de Cavalos)  —  район (фрегезия) в Португалии,  входит в округ Сантарен. Является составной частью муниципалитета  Шамушка. По старому административному делению входил в провинцию Рибатежу. Входит в экономико-статистический  субрегион Лезирия-ду-Тежу, который входит в Алентежу. Население составляет 1256 человек на 2001 год. Занимает площадь 118,91 км².